# Poscholkau

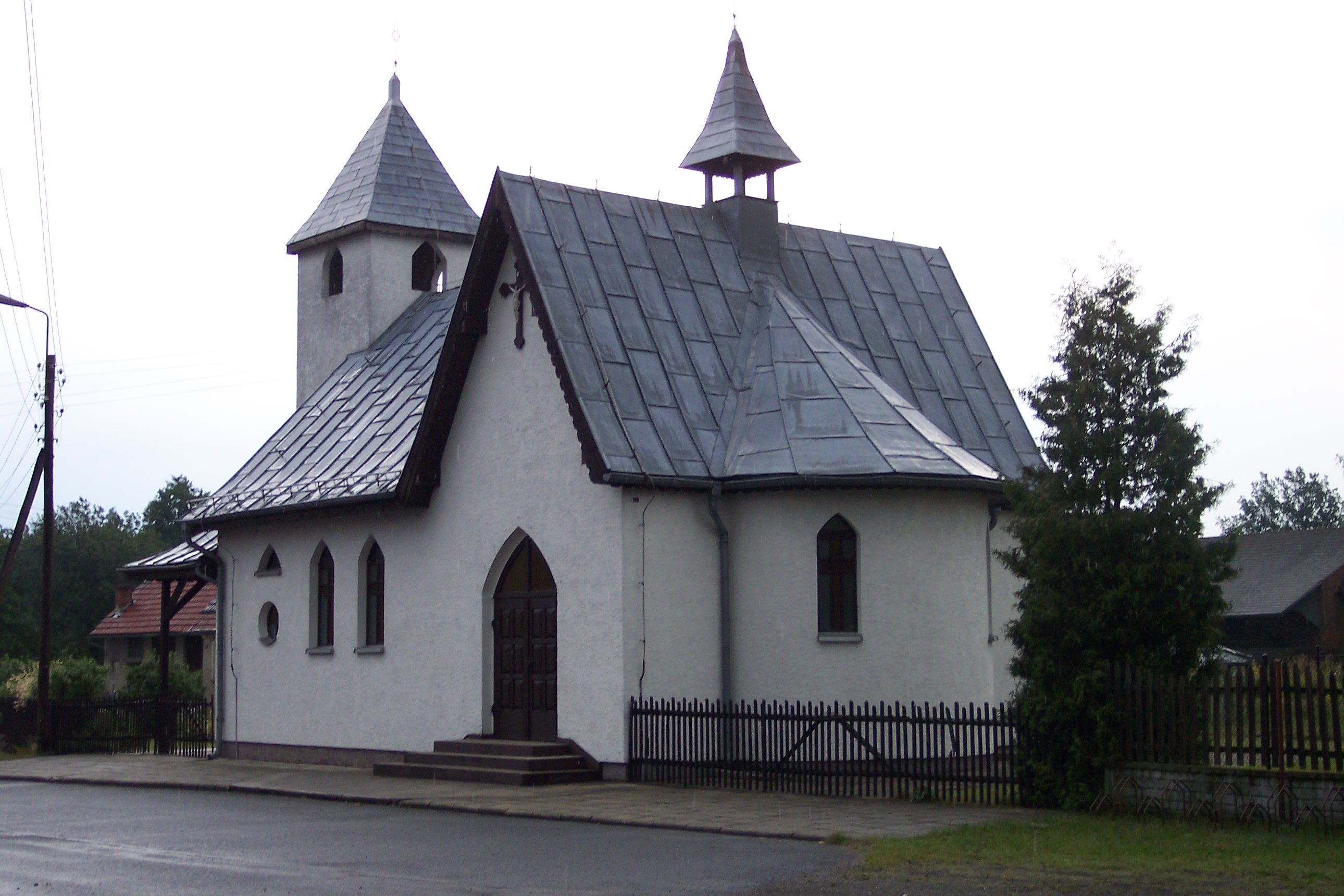
Kapelle

Poscholkau, polnisch: Poczołków ist eine Ortschaft in Oberschlesien. Poscholkau liegt in der Landgemeinde Zembowitz (Zębowice) im Powiat Oleski (Kreis Rosenberg O.S.) in der polnischen Woiwodschaft Opole.

## Geografie

### Geografische Lage
Nördlich von Poscholkau fließt der Fluss Libawa, ein Nebenfluss der Mała Panew (Malapane).

### Ortsteile
Zu Poscholkau gehören die Weiler Borownica (Leschnioki) und Wierzchowina (Sandberg).

### Nachbarorte
Nachbarorte von Poscholkau sind im Westen Frei Kadlub (Kadłub Wolny), im Südosten Malchow (Malichów) und im Süden Schemrowitz (Szemrowice).

## Geschichte
1783 hatte Poscholkau ein Vorwerk, drei Bauern, neun Gärtner, zwei Häusler, 111 Einwohner, eine Wassermühle und war im Besitz der Witwe von Wallenhofen. 1865 war der Ort nach Zembowitz eingepfarrt und eingeschult.
Bei der Volksabstimmung in Oberschlesien am 20. März 1921 stimmten 34 Wahlberechtigte für einen Verbleib bei Deutschland und 61 für die Zugehörigkeit zu Polen. Poscholkau verblieb beim Deutschen Reich. 1925 hatte der Ort 151 Einwohner. 1933 lebten im Ort 185 Einwohner. Am 27. April 1936 wurde der Ort in Buschweiler umbenannt. Am 1. April 1939 wurde Buschweiler nach Freihöfen eingemeindet. Bis 1945 befand sich der Ort im Landkreis Rosenberg O.S.
Als Folge des Zweiten Weltkriegs kam der Ort 1945 an Polen, wurde der Woiwodschaft Schlesien angeschlossen und zum 28. Juni 1948 in Poczołków umbenannt. 1950 kam der Ort zur Woiwodschaft Opole und seit 1999 gehört er zum Powiat Oleski. Am 23. Oktober 2007 wurde in der Gemeinde Zembowitz, der Poscholkau angehört, Deutsch als zweite Amtssprache eingeführt. Am 19. November 2008 erhielt der Ort zusätzlich den amtlichen deutschen Ortsnamen Poscholkau.

## Sehenswürdigkeiten

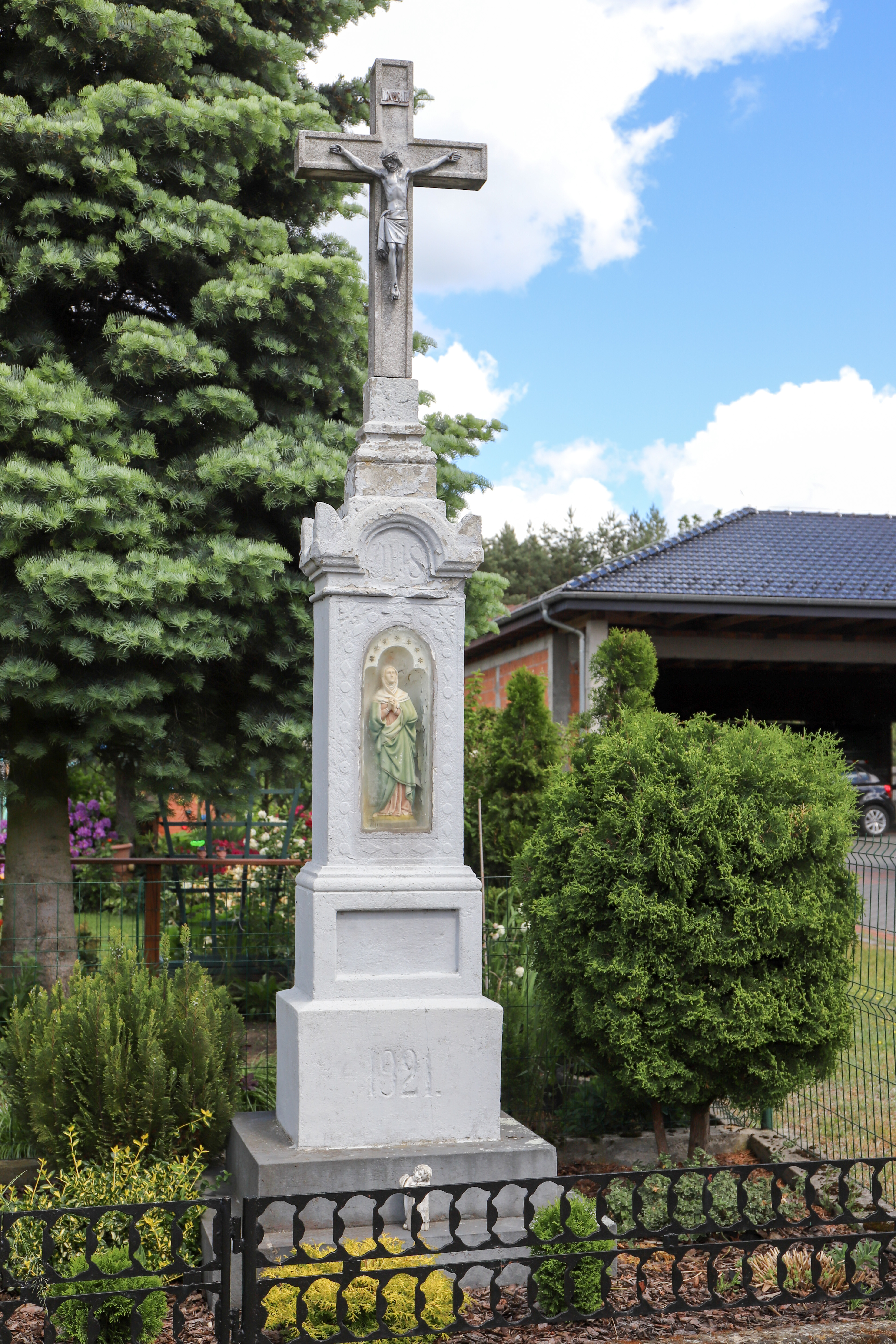
Wegkreuz

- Kapelle
- Wegkreuz aus dem Jahr 1921